# The Beatles (албум)
The Beatles е деветият студиен албум на британската рок група Бийтълс. Издаден е през 1968 г. Албумът е познат и като „Белият албум“ (The White Album), тъй като обложката била бяла и на нея нямало нищо освен името на албума.

## История
Голяма част от песните в Белия албум са замислени по време на посещението на Бийтълс в индийския град Ришикеш през 1968 г. Там членовете на групата практикуват йога под ръководството на Махариши Махеш Йоги. Джон Ленън и Пол Маккартни бързо осъзнават че сегашното им състояние е идеално за писане на песни. Те се срещат по стаите за да работят по нови песни.
Албумът е издаден на 22 ноември 1968 г. Първоначално било планирано да се нарича „House A Doll“, но по късно името е променено.

## Песни
Страна 1:
1. Back in the USSR
2. Dear Prudence
3. Glass Onion
4. Ob-La-Di Ob-La-Da
5. Wild Honey Pie
6. The Continuing Story of Bungalow Bill
7. While My Guitar Gently Weeps
8. Happiness Is a Warm Gun

Страна 2:
1. Martha My Dear
2. I`m So Tired
3. Blackbird
4. Piggies
5. Rocky Raccoon
6. Don`t Pass Me By
7. Why Don`t We Do It in the Road
8. I Will
9. Julia

Страна 3:
1. Birthday
2. Yer Blues
3. Mother Nature`s Son
4. Everybody`s Got Something to Hide Except Me and My Monkey
5. Sexy Sadie
6. Helter Skelter
7. Long, Long, Long

Страна 4:
1. Revolution 1
2. Honey Pie
3. Savoy Truffle
4. Cry Baby Cry
5. Revolution 9
6. Good Night